# BMW R 52
BMW R 52 – produkowany od 1928 do 1929 dwucylindrowy (bokser) motocykl firmy BMW. Skonstruowany na bazie modelu R 42. Sprzedano 4377 sztuk w cenie 1510 Reichsmarek.

## Konstrukcja
Dwucylindrowy dolnozaworowy silnik w układzie bokser o mocy 12 KM wbudowany wzdłużnie zasilany 1 gaźnikiem BMW o średnicy gardzieli 22mm. Suche sprzęgło jednotarczowe (od silnika numer 50761 dwutarczowe) połączone z 3-biegową, ręcznie sterowaną skrzynią biegów. Napęd koła tylnego wałem Kardana. Podwójna rama rurowa ze sztywnym zawieszeniem tylnego koła. Z przodu hamulec bębnowy o średnicy 200mm. Z tyłu hamulec szczękowy działający na wał napędowy. Prędkość maksymalna 100km/h.